# Herman Melville
Herman Melville (ur. 1 sierpnia 1819 w Nowym Jorku, zm. 28 września 1891 tamże) – amerykański powieściopisarz, poeta i eseista.

## Życiorys
Był synem kupca pochodzenia szkockiego. Jego ojciec zbankrutował, kiedy Herman miał 15 lat. Wcześnie musiał rzucić szkołę i imał się różnych zajęć. Był między innymi robotnikiem rolnym, ekspedientem, urzędnikiem bankowym i nauczycielem. Wiele lat spędził na morzu, na statku wielorybniczym, a swoje doświadczenia zawarł w późniejszej twórczości.
Jego najsłynniejszym dziełem, zaliczanym do kanonu literatury światowej, jest Moby Dick, fikcyjna opowieść o białym kaszalocie. Pomysł do jej napisania zaczerpnął Melville z prawdziwej historii statku wielorybniczego Essex, jednak znacznie ubarwił historię, wplatając nawet do niej drobne elementy fantasy (m.in. ludzką inteligencję kaszalota). Przedstawił w niej żywy obraz społeczności wielorybników i właścicieli statków wielorybniczych oraz zawarł alegorię odwiecznej walki dobra ze złem.

## Twórczość
- powieści
  - Taipi (Typee, 1846)
  - Omoo (1847)
  - Mardi (1849)
  - Redburn (1849)
  - Biały kubrak (White Jacket, 1850)
  - Moby Dick (1851)
  - Pierre: or, The Ambiguities (1852)
  - Kopista Bartleby, Historia z Wall Street (Bartleby, The Scrivener, 1853)
  - Oszust (The Confidence-Man: His Masquerade, 1857)
- inne
  - Billy Budd (1924)
  - Clarel: A Poem and Pilgrimage in the Holy Land (1876)
  - Weranda i inne opowiadania (The Piazza Tales, 1856)

## Upamiętnienie
Na jego cześć nazwano gatunek kopalnego (mioceńskiego) wieloryba Livyatan melvillei.

## Polskojęzyczne opracowania poświęcone życiu i twórczości Hermana Melville’a
- Paweł Jędrzejko: Melville w kontekstach. Sosnowiec-Katowice-Zabrze: BananaArt.Pl/ExMachina/M-Studio, 2007 (tam także: „Kalendarium publikacji melvillistycznych w Polsce 1864-2007) (pełny tekst w wolnym dostępie).
- Paweł Jędrzejko: Płynność i egzystencja. Doświadczenie lądu i morza a myśl Hermana Melville’a. Sosnowiec-Katowice-Zabrze: BananaArt.Pl/ExMachina/M-Studio, 2008 (pełny tekst w wolnym dostępie)